# Willisus gertschi
Willisus gertschi là một loài nhện trong họ Hahniidae. Chúng được miêu tả năm 1981 bởi Roth.
Đây là loài bản địa bang California, Hoa Kỳ. Nó đã được phát hiện ở núi San Bernardino trong quận San Bernardino.